# Nikołaj Sławin
Nikołaj Wasiljewicz Sławin (ros. Николай Васильевич Славин, ur. 21 kwietnia?/4 maja 1903 we wsi Brasowo w guberni briańskiej, zm. 9 września 1958 w Kopenhadze) – radziecki wojskowy, dyplomata, generał porucznik.

## Życiorys
1920 ukończył szkołę II stopnia, od 1921 żołnierz Armii Czerwonej, od 1927 członek WKP(b), 1927-1928 kursant Szkoły Wojskowo-Teoretycznej Sił Wojskowo-Powietrznych Armii Czerwonej. Od lipca 1929 do kwietnia 1933 dowódca klucza, w 1936 ukończył studia na Wydziale Specjalnym Akademii Wojskowej im. Frunzego, po jej ukończeniu pracował w Sztabie Generalnym Armii Czerwonej, 1937-1938 odkomenderowany służbowo do Chin jako doradca wojskowy, od lipca 1938 do września pomocnik attaché wojskowego ZSRR ds. lotnictwa przy Ambasadzie ZSRR w Chinach. Od września 1939 do lutego 1940 w dyspozycji Sztabu Generalnego Armii Czerwonej, później starszy pomocnik szefa i szef Oddziału I Wydziału Zadań Specjalnych, od czerwca 1941 pomocnik szefa Wydziału Zadań Specjalnych Sztabu Generalnego Armii Czerwonej, uczestnik wojny ZSRR z Niemcami, szef Zarządu Zadań Specjalnych RU/GRU Sztabu Generalnego Armii Czerwonej, 7 października 1943 mianowany generałem majorem. Od września 1944 do 1945 szef Wydziału Kontaktów Międzynarodowych Sztabu Generalnego Armii Czerwonej, od 2 maja 1945 generał porucznik, 1946 był szefem sowieckiej delegacji na Paryską Konferencję Pokojową. Od 1953 do lipca 1955 kierownik Wydziału II Europejskiego Ministerstwa Spraw Zagranicznych ZSRR, od 19 lipca 1955 do śmierci ambasador nadzwyczajny i pełnomocny ZSRR w Danii. Pochowany na Cmentarzu Nowodziewiczym.

## Odznaczenia
- Order Lenina
- Order Czerwonego Sztandaru (trzykrotnie)
- Order Wojny Ojczyźnianej I klasy
- Order Kutuzowa I klasy
- Order Kutuzowa II klasy
- Order Czerwonej Gwiazdy
- Order Za Zasługi (USA)
- Legia Honorowa (Francja)
- Order Braterstwa i Jedności (Jugosławia)
- Order Partyzanckiej Gwiazdy (Jugosławia)
- Order Lwa Białego (Czechosłowacja)
- Order Czerwonego Sztandaru (Mongolia)
- Order Świętego Olafa (Norwegia)
- Order Za Zasługi (Bułgaria)

I medale.